# Vanguard Records
La Vanguard Records è una casa discografica statunitense, fondata dai fratelli Maynard e Seymour Solomon, con sede a New York. La sua principale attività è orientata alla produzione di dischi di musica classica, ma possiede nel suo catalogo anche importanti artisti di musica folk e blues degli anni '60.
La Bach Guild è stata una sua etichetta discografica sussidiaria.

## Storia
Vanguard ha realizzato importanti registrazioni di musica classica, sia prodotte autonomamente che importate. Molte incisioni più tarde provengono dalla etichetta discografica inglese Pye Records, e comprendono le opere della Orchestra di Halle diretta da Sir John Barbirolli. Le registrazioni erano così eccezionali dal punto di vista della qualità del suono stereofonico che molte emittenti radiofoniche iniziarono ad inserirle nella loro programmazione.
Vanguard ha prodotto alcune registrazioni quadrifoniche nei primi anni '70, inclusa la Sinfonia n. 4 di Pëtr Il'ič Čajkovskij con la American Symphony Orchestra diretta da Leopold Stokowski. L'etichetta ha realizzato anche molte incisioni con la Utah Symphony Orchestra diretta da Maurice Abravanel, inclusa una registrazione completa dello Schiaccianoci di Čajkovskij e le prime registrazioni di P. D. Q. Bach, tra il 1965 e il 1983.
Vanguard è stata la prima etichetta discografica americana a realizzare la registrazione delle musiche del compositore Richard Strauss alla direzione della Vienna Philharmonic Orchestra, in particolare i suoi poemi sinfonici tonali. Tali incisionni sono state effettuate usando un sistema di registrazione magnetico su nastro della Magnetophon alla Vienna Opera House.
Tra gli altri artisti classici in catalogo ricordiamo il tenore Alfred Deller, il direttore d'orchestra Johannes Somary con la English Chamber Orchestra, il gruppo disco The Players Association e Antonio Janigro con I Solisti di Zagabria.